# Perényi család
A Perényi család ősei a XIII. században emelkedtek egy Hernád-völgyi német hospesfalu – az Abaúj vármegyei Perény – lakói közül a köznemesek sorába. Később számos fontos tisztséget töltöttek be.
Első említett ősük, Dobos Orbán (†1318 előtt) (comes Urbanus de Dobos) 1292 táján III. Andrástól kapta birtokul a névadó helységet.

## A család ágai

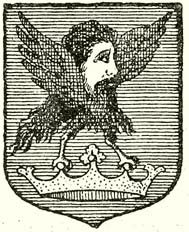
A Perényiek címere

A család három nagy ágra oszlik, amely 3 ág Orbán három fiától vezethető le. Az első a rihnói (krompachi vagy karászi) ág Orbán Miklós nevű fiától ered (ő egy ideig országbíró volt). A Rihnói és Perényi nevet felváltva viselő Perényi Miklós halála (1420) után vagyona a krompachi ágra szállt. A kárászi nevet a család utolsó tagjai viselték, például a késmárki kapitány Perényi Pál.
A báróinak vagy nyalábvárinak nevezett ágat Orbán legidősebb fia, János alapította. Leszármazottai között felbukkan a Kisperényi jelző is, mivel a Perényiek ősi földjéből nekik jutó részt a nagyidai várhoz csatolták. Az ő birtokaik Abaúj vármegyében Nagyida központtal és Ugocsában — Nyalábvár, később Nagyszőlős központtal terültek el. Miklóst és Jánost először 1311-ben említik: ekkor (Purini, Puryni és Peren névalakban) szerepelnek az Abák és a király megegyezésének kezesei között.
A harmadik ág az István által alapított nádori vagy terebesi ág volt. Befolyásuk és birtokaik messze felülmúlták a másik két ágét. Engel Pál számításai szerint a 15. században övék volt a hetedik leggazdagabb család Magyarországon; az ő tulajdonuk volt Terebes, Sztropkó, Füzér, Újvár, Csorbakő, Sáros, Fülek vára a hozzájuk tartozó falvakkal.

### Nádori ág
Perényi I. Istvánnak két fiát említi Puky Andor:
- egyikük az 1351-ben említett András,
- a másikuk Péter.[4]

Az 1351-ben kelt oklevelet 1383-ban átírták. Ebben Andrásra „magistro Andrea filio Stephani fily Urbanus de Perweny”-ként hivatkoznak és deteki birtokát említik meg. Ezt az átírást azonban már testvére kérvényezte. Magát Andrást 1374-ben említik utoljára, így halála feltehetően a két időpont között halt meg.

#### Perényi Péter

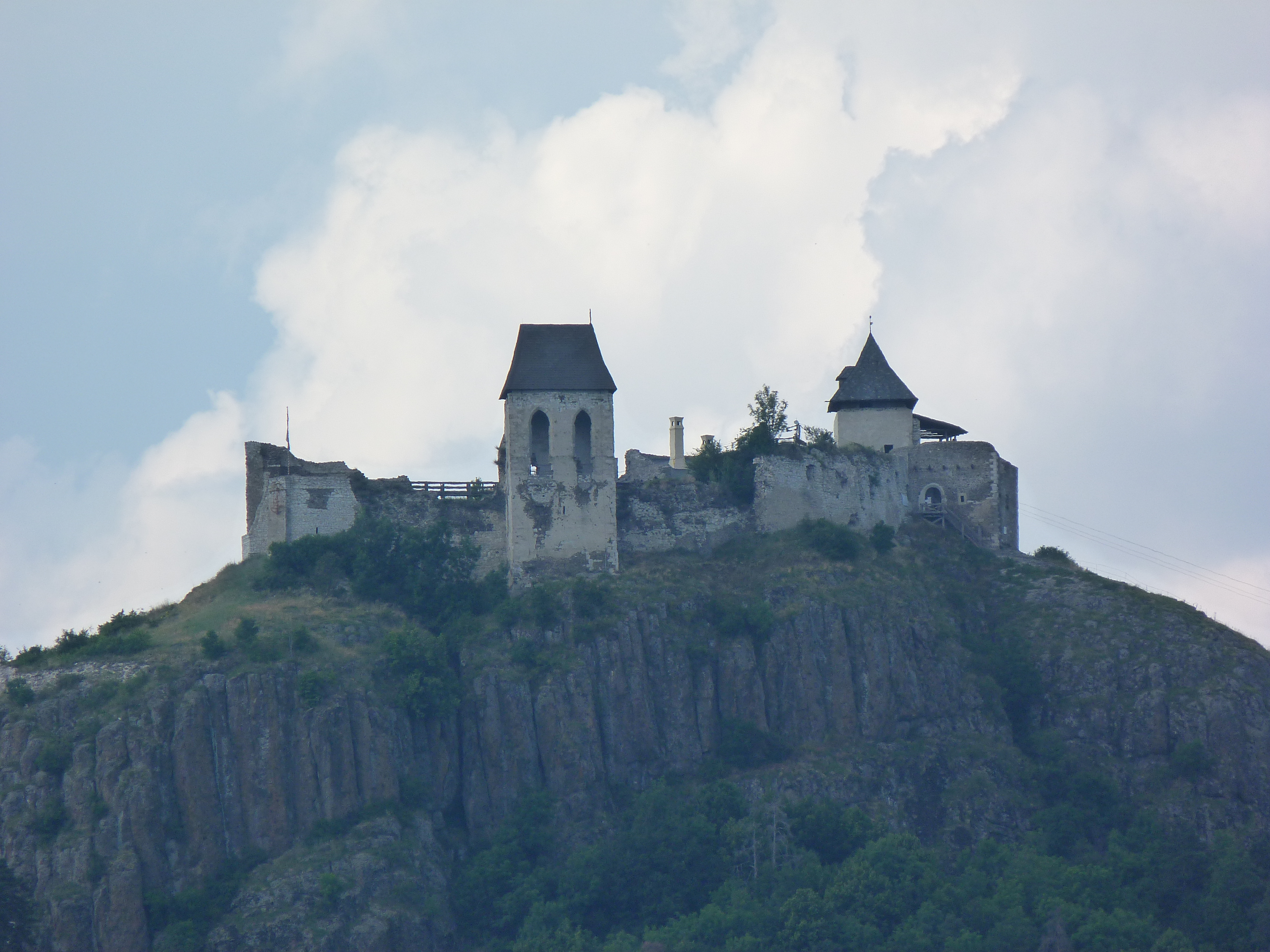
A család egyik erőssége, Füzér

Perényi Péter († 1388 előtt) Zsigmond király kíséretének tagja volt. A király a diósgyőri uradalom élére nevezte ki, és ezzel együtt járt öt vármegye ispánsága, köztük Újváré és Zempléné. Egy 1360-ban kelt oklevél regéci várnagyként említi. 1387-ben a királynak tett szolgálataiért elnyerte a zolyvaszentmiklósi, munkácsi és terebesi birtokokat. A források: három fiát említik: Miklóst, Jánost és Imrét:
- Perényi Miklós Az apja által elnyert terebesi uradalmat tette székhelyévé. A kölcsényi (Kwchen) birtokot, valamint a füzéri várat és tartozékait[14] — testvéreivel és apjával közösen — 1387-ben nyerte el a királytól[15] 1387-1390 között főpohárnokmester volt[16] 1388-ben édesapjától megörökölte a Diósgyőri várnagyi címet. 1389 őszén Zsigmond király rácországi hadjáratában Boracs (Borcz) és Csesztini várának szerbektől történő visszavételében tüntette ki magát, mely érdemeiért újabb birtokkal gyarapodott vagyona.[17] 1390-ben nevezték ki szörényi bánnak. Mikor 1390 során a törökök betörtek Szerbiába, Sárói László oldalán harcolt a török ellen és a branicsevói kerületben, a Vitovnica[18] melletti csatában (1390. július) vereséget mért rájuk. 1391. szeptember-november környékén a Temesközbe benyomuló török-szerb csapatok felett aratott győzelmet, Érsomlyó vidékén. 1392 elején lemondott báni címéről és visszavonult a közügyektől.[19] A délvidéken folyó törökellenes harcokban tanúsított teljesítményért kapta Érsomlyót, melyet azonban 1392-ben Sárospatakra és Sátoraljaújhelyre, a hozzájuk tartozó várra, valamint Szinára cserélte el.[20][21][22] 1396-ban a nikápolyi csatában vesztette életét. 
1421-ben özvegyét, Margitot felmentik azon fogadalma alól, mely szerint be kellett volna lépnie az egyház kötelékébe.[23] Özvegye még 1424-ben él.[24] Három fiát említik:
  - Miklós († 1428), a Patakinak[25] is nevezett ifjú, ki főlovászmester volt 1420-1428 között, emellett viselte a máramarosi ispán (1418-1428) és trencséni ispán, a Vág folyó kapitánya (1421-1428),[26] és nyitrai ispán (1425-1428),[27][28] valamint barsi ispán tisztet is.
Első említése egy 1398-as oklevélből való, ahol kiskorúként örökli meg az apja által kezdett per, mivel apja a török elleni harcokban elesett.[29] Részt vett a husziták elleni háborúban, 1421-ben Zsigmond Trencsén vármegyébe rendelte az ország északi lakosságának védelmére.[30] Egy másik oklevél szerint Várkonyi Amádéval vett részt Zsigmond Csehországi hadjáratában.[31] Valószínűsíthető hogy főispáni kinevezései is a husziták betörései miatt történtek.[32] Egy Rómában kelt 1422-es oklevél Magyarország főmarsalljaként hivatkozik rá.[33] 1423-ban szerepel a lengyel és magyar király között létrejött 1412-es Lublói béke megerősítői között.[34] 1428 májusában Galambóc ostrománál vesztette életét. Vele kihalt a család ezen ága és birtokok visszaszálltak a koronára[35] (bár egy 1425-ben keletkezett oklevél említést tesz fiairól).[28] Egy 1427-ben Sárospatakon keltezett oklevél Zemplén vármegye főispánjaként említi, felesége ekkor Hedvig.[36]
  - László 1409-ben udvari ifjúként említik, 1417-ben Budán rendelkezett lakással. Bátyjával (germanus) együtt tűnik fel egy római oklevélben, melyben, azért folyamodik a pápához, hogy mentse fel korábbi fogadalma alól, miszerint 15 éven belül elzarándokol az apostoli bazilikához, mert túl költséges lenne és éppen a husziták elleni háborúba készül Zsigmond király oldalán.[33] 1425-ben tűnik fel utoljára a forrásokban.[37]
    - Miklós, egy 1423-ban kelt oklevél Patakiként említi[38]

  - Jakab,[39] akit 1401-ben említenek, mikor Zsigmond a néhai Perényi Miklós fiait és örököseit, Miklóst, Lászlót és Jakabot megerősíti 1390. évi adománylevelében. Valószínű, hogy fiatalon elhunyt mert egy 1407-ben kelt oklevél, özvegy anyjáról és két testvéréről megemlékezik, róla viszont nem.[40][41]
- Perényi János († 1396), bátyját követte a főpohárnok tisztében (1390-1396),[42] bátyjával együtt a nikápolyi csatában vesztette életét[43]
  - László, egyszer említik kiskorú gyermekként, 1398 májusában, mikor apja halálával rászállt egy per.[29]
  - Miklós, említik 1405[44] – és 1419[45] között. 1415-ben aulicus, azaz a királyi udvarhoz tartozó.[46]
- Perényi Imre († 1418) Zsigmond király titkos kancellárja volt — özvegye 1423-ban még élt.[47] Fiai:Perényi Imre egykori nyughelyének, a kurityáni kolostornak romjai

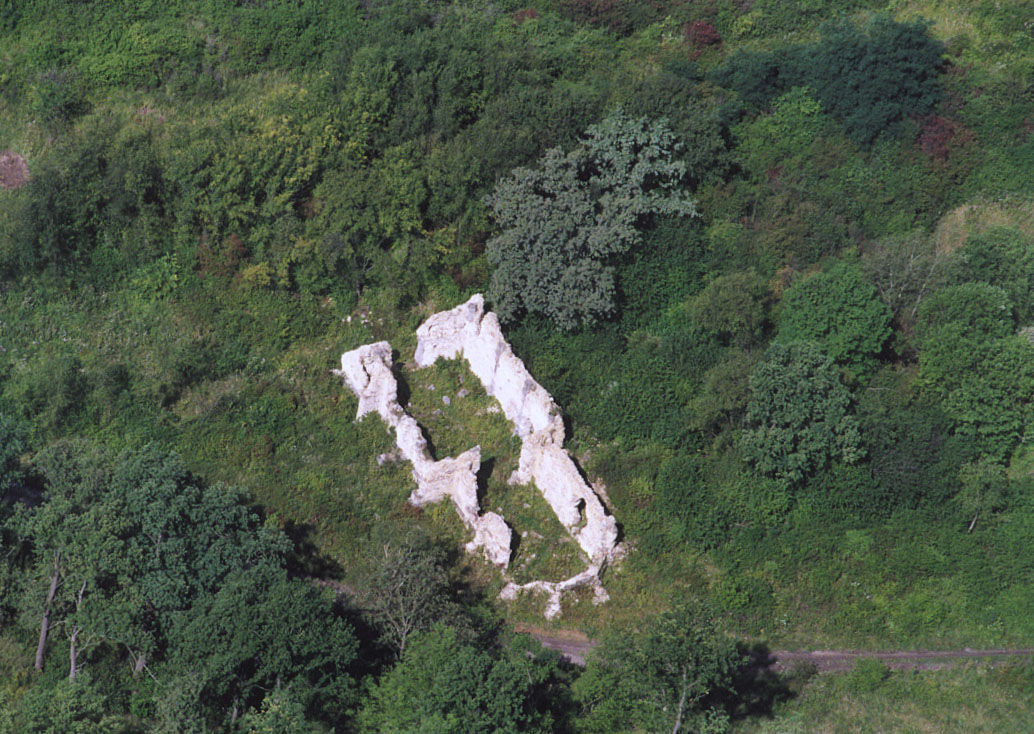
Perényi Imre egykori nyughelyének, a kurityáni kolostornak romjai

  - István († 1437), Zsigmond király főasztalnokmestere volt 1431 és 1437 között. Egy bátyja részére kiállított 1438-as oklevél információt nyújt halálának körülményeiről: elkísérte Zsigmond királyt Itáliai útjára, ahol megfázott és hazaérve elhunyt.[48] Végső nyugalomra a Kurityán közelében lévő Pálos kolostorba helyezték.[49][50] Vörös márvány sírköve a rudabányai református templomban található.[51][52] Sírkövérén megtalálható az aragóniai mértékletességi- Kanna-rend jelképe is (váza, benne három szál liliom), melyből arra lehet következtetni, hogy Zsigmonddal tartott Aragóniába is. Ezenkívül a sárkányos rend jelképét (farkát nyaka köré tekerő sárkány) is ábrázolták a sírkövén.[53]
  - idősebb, maior János (meghalt 1458), tárnokmester, felesége Kórógyi Katalin+
    - Ilona, egyszer említik, mikor apja, István testvérével együtt kénytelen volt túszul adni
    - Erzsébet, Pálóczi István felesége. Nevét egy testvérével Miklóssal folytatott perben említik, mivel Miklós nem volt hajlandó kiadni a lánynak a hozományát.[54]
    - Péter, aki 1454-ben és 1471-ben tűnik fel a forrásokban. Feltehetően az ő sírköve volt megtalálható a pozsonyi Szent Márton-templomban, mely szerint 1478-ban hunyt el. A sírkő az idők során elpusztult.[55] Mások szerint azonban halála kicsit későbbre tehető, 1482 körül halt meg[56]
    - Miklós( †1483), 1471-ben részt vett a Vitéz János által szervezett összeesküvésben, az 1480-as években megsarcolta a Lengyelország felé vezető úton haladó kereskedőket, emiatt később fegyveres konfliktusba keveredett Mátyással. Nagy valószínűséggel Sztropkó ostromakor halt meg, november 15-én már bizonyosan nem élt, mert az ekkor keltezett oklevél néhaiként említi[57] Sztopkó bevétele után került sor Fülek ostromára, ezért az sem kizárt Fülek ostroma alatt veszthette életét.[58] Sztropkói halálát valószínűsíti egy Bártfa városának írt oklevél, mely november 14-én kelt és melyben arról szólnak, hogy Miklós elkövetett dolgait Sztropkó várának megvétele által megszüntette.[59][60]
    - István 1472–1478 között tárnokmester, felesége Újlaki Orsolya, Újlaki Lőrinc (†1524) herceg testvére[61]
      - III. Perényi Imre 
(? – 1519. február 5.) édesanyja Ujlaky Orsolya volt. Abaúj vármegye első örökös főispánja, az 1504-i országgyűlésen nádor lett. Tevékenyen részt vett a Habsburg–Jagelló házassági szerződés létrejöttében. Szolgálatai fejében „német-római szent birodalmi herceg”-i címet nyert el. Miksa császár Siklósi névvel emelte rangját, de sem ő sem utódai nem használták a címet. Első felesége a Báthori-családból való volt. Később feleségül vette nádor-elődjének, Geréb Péternek özvegyét, Kanizsai Dorottyát. Fiai:
        - Perényi Ferenc (?-1526), váradi püspök (1514-1526), a mohácsi csata egyik főpap-áldozata
        - Perényi Péter (1502 körül–1548) koronaőr, erdélyi vajdaA Perényi Péter által épített Vörös-torony, Sárospatakon

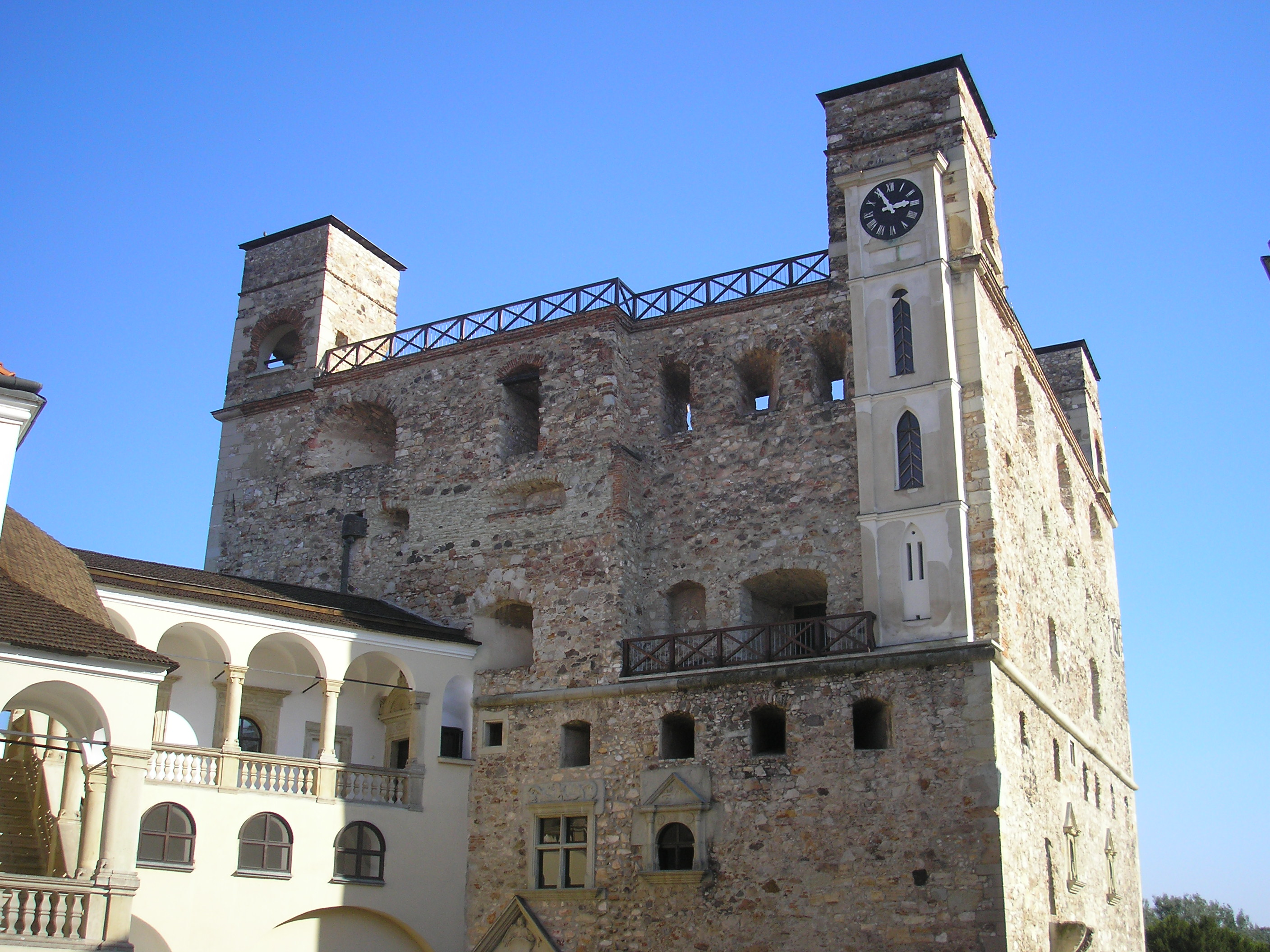
A Perényi Péter által épített Vörös-torony, Sárospatakon

          - Perényi Gábor (Gábriel) (1532 – 1567) Abaúj vármegye főispánja, felső-magyarországi főkapitány, gyermekei nem lévén, benne halt ki a Perényi család nádori ága. Egy 1553-ban készült Abaúji összeírás szerint a megye legvagyonosabb embere volt, 219 portával rendelkezett 11 helységben (Abaújvár, Nagyida, Szikszó), emellett Hevesben is nagy birtokokkal rendelkezett.[62]
          - Perényi Erzsébet, homonnai Drugeth Ferenc felesége, akiről testvére, Gábor 1564-es terebesi végrendeletében és ugyanabban az évben, Füzéren keltezett pótvégrendeletében tesz említést.[63]
          - Miklós, váci püspök(?)
          - Ferenc, 8 évesen török fogságba került

### Rihnói ág
A rihnói ág alapítója Perényi Miklós, akiről először egy 1316-ban kelt oklevél emlékezik meg, nevét Peryni alakban írva. Egy 1319-ben kelt oklevélből kiderül, hogy Károly Róbert oldalán harcolt az országban hatalmaskodó kiskirályok ellen; Drugeth Fülöpöt segítve igyekezett leszámolni hatalmukkal. Egy ilyen, Péter fia Máté ellen, Trencsén váránál vívott harc során sebesüléseket is szerzett. Később részt vett az Uros szerb fejedelem ellen indított hadjáratban is. Ezen szolgálatokért a király elveszi a hűtlen Amádé fiak (János, László és Amádé) birtokait (Kabalafölde) és Perényinek adományozza.
1318-ban Drugeth Fülöp bírája. 1323-ban nevezik először Drugeth Fülöp nádor albírájának (viceiudex), a későbbiekben feltűnik vele kapcsolatban az alnádor (vicepalatinus) és az alispán (vicecomes) megnevezés is. Drugeth Fülöp 1327-es halála után, Drugeth Vilmos mellett is albíróként működött 1335-ben már nem viselte a nádori albíró tisztet. 1358-ban kelt oklevél szerint még élt, ekkor István, Miklós és Vince nevű fiait említik.
Az 1330-as években az ágoston rendi szerzetesek részére kolostort alapított Harapkón. 1340-ben XII. Benedek pápától engedélyt kapott egy másik kolostor alapításra Szentkereszt településen.
Két feleségéról tesznek említést a források. Egyik felesége neve nem ismert. Másik feleségének családi hátteréről a következőket fedi fel egy 1340-ben kelt oklevél. Édesapja neve Eugenius (Ewgenius) volt, nagyapjáé Jan/Janyk/Gyank, ki a szepesi kerületből, Krigből származott. Első férje Lőrinc (Rophoyn/Raphayn fia) volt, ennek halála után ment nőül Perényihez. Lőrinctől született leányát Kathusnak hívták. A fenti oklevél nem nevezi nevén az asszonyt viszont hivatkozik egy 1303 évi oklevélre, ebben szintén szerepel és egy évvel később nevét is megemlítik: Syntha.
- Lőrinc, aki apjának ismeretlen nevű feleségétől született. 1340 előtt halt meg. Feleségét Kathusnak hívták, és mostohaanyjának, Synthának első férjétől, Lőrinctől született leánya volt. Egy gyermekükről tesz említést az 1340-es oklevél; Kingának hívták. Özvegye, Kathus ekkor már Raszlavicai Tamás felesége (Tyba fia)[77][79]
- Vince, 1366-ban még említik egy birtokperben[81]
- Ilona, Márkusfalvi László (Máriás fia) felesége, aki még 1405-ben élt, mikor fiai (Jakab, Benedek Sebestyén és György)[82] tiltakoznak az ellen, hogy anyjuk Rihnói Pál fiával Miklóssal egyezséget kötött.[83] Egy 1406-ben kelt oklevél szerint Márkusfalvi Máriás felesége volt.[84] 1391-ben Márkusfalvi Máriás özvegyeként említik.[85]
- Pál, először 1339-ben említik[86]
- János, akit egy 1325-ben kelt oklevél említ, megjegyezve róla, hogy apjával együtt küzdött Csák Máté ellen[87]
- István, (Synthától)[79]
  - János 1363-1364-ben Soproni alispán[88]
    - Dániel (meghalt 1430-ban),[89] nejét, Erzsébet, 1421-ben,[90] és 1446 végén említik,[91] fiai:[92]
      - Katalin, Várdai Mihály felesége
      - János
      - Miklós, étekfogómester, 1440-ben Késmárk város és a Szepesség kapitánya,[93] 1444-ben a Várnai csatában vesztette életét.
      - Pál, késmárki kapitány, először egy 1443-ban kelt oklevélben emlékeznek meg róla,[94] 1475-ben még arról szóló oklevél keletkezett, hogy nővérét Várdai Miklós özvegyét egy tartozás kifizetésről biztosította, 1481 januárjában már özvegye, Eufémia lépett egyezségre a Mádai család fiaival, ebben az oklevélben említették még Zsigmond nevű fiát is.[95]
        - Pál, talán ő az a Pál, akit 1497-ben említettek, mint tárnokmester-helyettest és a szécsényi vár kapitányát.[96]
        - István, akinek 1514-ben bekövetkezett halálával halt ki a rihnói ág, mikor a felkelő parasztok megölték.[97]
- Miklós, (Synthától),[79] 1352-ben Lajos királytól, az olaszországi hadjáratban tanúsított bátorságáért fivéreivel együtt (Pál, István Vince) földbirtokot adományoz. Ekkor Miklós hrussói várnagy és udvari vitéz.[98]
  - Pál meghalt 1405 előtt, ugyanis özvegye, a Csévi /Chewi/ Sáfár (Chapar) családból származó Dorottya.[99][100] ekkor választ magának sírhelyet a kassai Szent Miklós ferences templomban, a Mária kápolna oltára előtt.[101] Dorottya édesapja Sáfár Miklós volt.[102] Dorottyának és fiának 1414-ben engedik át rokonaik egy földrészt. 1415-ben még említik testvéreivel, Jánossal és Miklóssal együtt egy oklevélben.[103]
    - Rihnói Miklós, lovászmester (1417-1420), akit 1419-ben a királyi kunok és jászok bírájaként is említenek[104][105][106]
Fiatalon magasra emelkedve, már 1411-ben tagja a királyi udvarnak. Első fontos megbízatását Zsigmondtól akkor kapta, mikor az éppen a német királyi cím megszerzésére törekedett; 1411. májusban kelt oklevél megemlíti, hogy Perényi Alemanniába készül. A követség feladata az volt, hogy a rajnai palotagrófot, Lajost megtartsák Zsigmond német királlyá történő megválasztása mellett, ugyanis a király betegsége miatt nem tudott személyesen megjelenni, csak hetekkel később.[107] Perényi a továbbiakban is Zsigmond bizalmi embere volt. Az elkövetkezendő években a király oldalán találjuk, ott volt vele Lombardiában, Aragóniában, Franciaországban és Angliában. 1417-ben kelt oklevél szerint akkoriban Németországban (Alemannia) teljesített a királynak szolgálatot (1418 februárjában kélt levelet is Konstanzban keltezte).[108] Ezért és a korábbi szolgálatai jutalmául Zemplénben és Szabolcsban kapott birtokokat,[109] és ebben az évben nevezték ki lovászmesternek is.[110]
- Magics (Magyth) (Synthától),[79] aki 1340-ben Imbreghi (Imregi) vagy Cékei /Cheykei/ László (András fia) felesége[77][79]

### Nyalábvári ág
János nevével először egy 1316-ban kelt oklevélben találkozni, melyben Purweni Wrbanus fia Jánosként hivatkoznak rá. Egy 1319-ben kelt oklevélből kiderül, hogy Károly Róbert oldalán harcolt az országban élő kiskirályok ellen; Drugeth Fülöpöt segítve igyekezett leszámolni hatalmukkal. Egy ilyen, Trencséni Máté ellen vívott csatában vesztette életét. Jánosnak Simon nevű fián kívül említést tesznek Imre, Péter és István nevű gyermekéről is.
- Simon (meghalt 1378 előtt), a bárói ág ősapja, akit testvére Imre ölt meg egy véletlen során. Egy 1338-ban kelt oklevél, melyben közte és Mérai János között mondanak ítéletet a felnémeti malom ügyében Symon filius Johannis filii Wrbanus de Peren formában írják nevét.[112] Felesége neve Katalin volt. A források Péter nevű fiáról és Veronika nevű lányáról tesznek említést. Tőle a mai napig megszakítás nélkül levezethető a család fája.
  - Veronika, először 1378-ban említik, mikor nagybátyja, Imre apjuk megölésért kárpótolja a családot. 1391-ben már szomszédvári Tóth Miklós felesége.[113] A családi levéltár iratai 1405-ben említik utoljára.[114]
  - Perényi Péter (?-1423) 1415-1423 között országbíró, több vármegye és a királyi székelyek ispánja. Fiai: Simon, Miklós és János
    - Simon, 1402 januárjában és 1420 augusztusában említik[115]
    - Junior, vagy minor Perényi János (*1402 előtt † 1452 és 1453 fordulóján), Máramaros (1430-33)[116] Ugocsa (1443- Miklós testvérével együtt)[117] és Szepes vármegye főispánja.[118] 1427-ben a király oldalán vett részt Erdélyben a Havasalföld ellen vezetett hadjáratban,[119] melynek az volt a célja, hogy Dant ültessék a havasalföldi trónra. Az V. László és I. Ulászló hívei között 1440-ben kitört polgárháborúban testvérével Miklóssal együtt Ulászlót támogatta. Szolgálataiért 1443-ban a Kysnempti birtokot kapta, mely Kysnempti Kelemen utód nélkül bekövetkezett halálával került újra a király tulajdonába.[120]
      - Katalin, 1450-ben kelt oklevél hajadonként említi[121]
      - kisperényi Perényi János († 1493), 1448-ban említik először, mikor egy birtokügylet igazságtalansága ellen emel szót képviselőjén keresztül.[122] Az apja által elzálogosított nagyidai várat előbb pereskedéssel próbálta visszaszerezni, később taktikát váltott és elvette a zálogba vevő Modrár Pál Anna nevű leányát. A Modrár család és Perényi közötti birtokrendezési ügy végére 1460-ban került pont. Ekkor azonban újabb problémával kell szembenéznie. Mátyás király 1460-ban hadjáratot indít a Felvidék keleti részét uraló csehek ellen. A hadjárat során egyik embere Szapolyai Imre elfoglalja Perényi nagyidai és Szikszói birtokait, az ügy hamar rendeződött, ugyanis Mátyás utasította Szapolyait a birtokok visszaadásra.[123][124] 1485-ben a királyné udvarához tartozónak (aulicus) nevezik,[125] majd Beatrix királyné főajtónállómestere 1489-től, és ebben az évben a német-római császárral tárgyal külföldön.[126] Mátyás halála után gyorsan emelkedett Beatrix birtokadományai révén.[127] Nejétől Modrár Annától (Modrár Pál körmöcbányai polgár és felesége Anna leánya), született gyermekei:
        - Jób 1464 és 1479 között említik[128]
        - Perényi Gábor (?- 1526. augusztus 29.), Ugocsa vármegye főispánja. 1505-ben királyi kamarásmester,[129] a mohácsi csata egyik áldozata.
Első felesége, akit 1499-ben említenek, Báthory Orsolya volt (András leánya, András, György és István testvére).[130] Orsolya, apjának második feleségétől, Várdai Dorottyától született.[131]
Második felesége Frangepan Katalin volt, tőle született János nevű fia. Gábor halála után özvegye és fia a Nyalábvárban élt. Itt fordította magyarra Komjáthy Benedek, Perényi János nevelője, szent Pál apostol leveleit.[132]Nyalábvár romjai

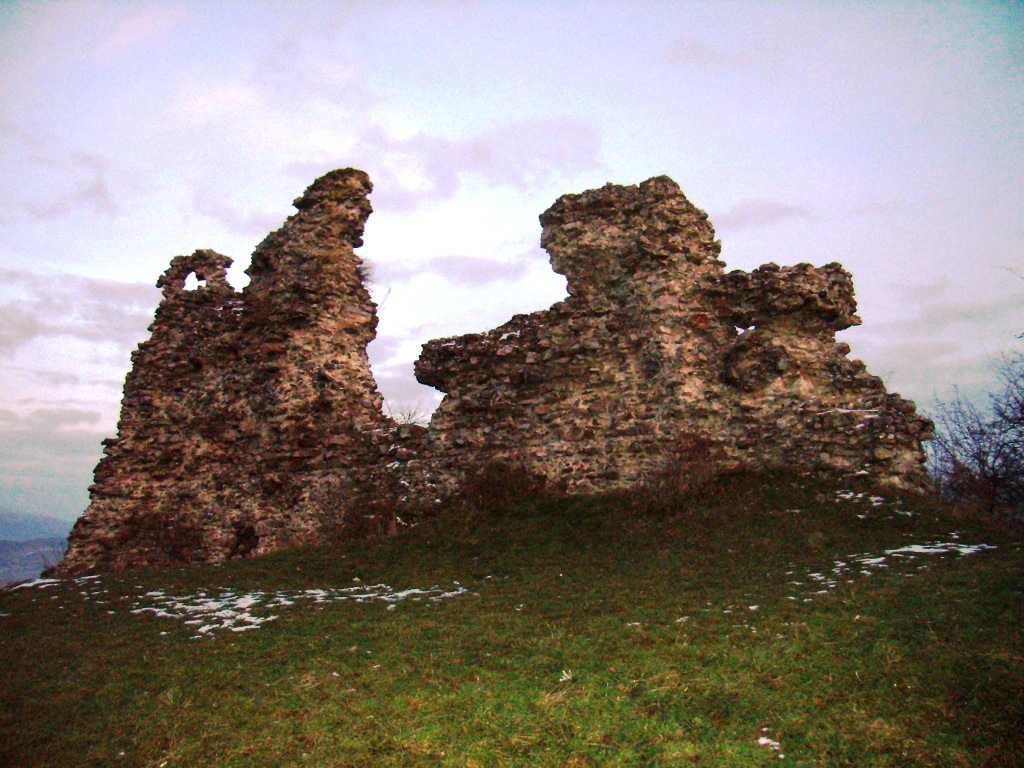
Nyalábvár romjai

          - Egy 1511-ben kelt oklevélben említik Margit nevű leányát,[133] Somi Gáspár, kamarás és Fejér vármegyei ispán felesége[134]
          - Perényi János, 1527-ben apját követte Ugocsa és Máramaros vármegye főispáni tisztségében. 1552-ben özvegye kormányozta Ugocsa vármegyét. Feleségétől született fiai: Péter, Gábor, János, István.
            - Perényi István († 1575. március 8.), aki 1571–1574 között Ugocsa vármegye főispánja volt. Feketeardóban helyezték örök nyugalomra, 1575. március 20-án.[135] Neje Dobó Anna volt, ruszkai Dobó Domonkos leánya, az egri hős, Dobó István unokahúga, akitől egy lánya született:
              - Zsófia (született 1574, keresztelték augusztus 1-jén[136] – 1606/1607), Feltételezések szerint Ő az a Zsófia, akit Balassi Bálint két versében is említi (Nyolc ifiu legény, Sófi nevére).[137] Dobó Ferenc 1602. januárjában kelt végrendeletében első örökösének testvére, Kriszta (Balassi Bálint neje) fiát, Balassi Jánost nevezte meg.[138] A fiú azonban, egy hónappal korábban, 16 éves korában Boroszlóban elhunyt.[139] Így a végrendeletben második örökösként megnevezett Perényi Zsófiára szállt a hatalmas vagyon (amibe többek között a Sárospataki vár is beletartozott). Az örökséget azonban csak rövid ideig élvezhette, mert Ő (1606/1607) is és első házasságából származó fia, Jakab is korán meghalt (1608. áprilisa).[140][141] Háromszor ment férjhez:[142]
1. ormodi Székely György (†1598/99), kállói kapitány, házasodtak 1590 novemberében, vagy 1591-ben,[143] 
2. Forgách János (1602-ben özvegye), 
3. Kollonich Szigfrid, egri várkapitány)

        - Mihály, 1473-ban említik először, megjegyezve, hogy testvéreivel, Jóbbal és Gáborral együtt kiskorúak.[144] II. Ulászló csak vetélytársai leküzdése után kerülhetett trónra. Perényi Ulászló mellé állt és a királynak tett szolgálataiért cserébe az egyik kivégzett lázadó, Poki Péter budai, Mindszentek utcában lévő házát kapta (testvéreivel Gáborral és Istvánnal).[145] 1503-ban már néhaiként említik,[146] bár már egy 1498-ban keletkezett oklevelekben sem említik nevét, mikor testvéreit (Gábor, János, István) királynak tett szolgálataikért ősi birtokaikban megerősítik.[147]
        - János 1474-ben (testvérei ekkor: Jób, Gábor és Mihály) és 1498-ben említik[148]
        - Péter, egyetlen említést tesznek róla egy 1476-ben kelt oklevélben. Az oklevélben egy földértékesítésről van szó, melyben a vevő János és örökösei: Jób, Gábor Mihály és Péter, azonban János nevű fiú nem szerepel.[149]
        - Rafael 1482-ben, majd 1483-ban említik, János testvérük újfent hiányzik[150]
        - István felesége Frangepán Isota, lásd lentebb

    - Perényi Miklós, 1424-ben kelt oklevél említi először,[151] 1430-ban még kiskorú,[152] akit papi pályára szántak, be is lépett a rendbe, de később Csáholi László lányával élt együtt, örököseit nem ismerték el törvényesnek. 1461-ben saját és unokaöccse János nevében 8000 aranyforintért elzálogosította a nagyidai vár és hozzátartozó birtokok felét Szapolyai Imre felé. Mivel később Miklós azt állította, hogy az elzálogosítást nem saját akaratából, hanem Mátyás király és Szapolyai kényszerítése alatt tette, a birtokok átadása alól felmentették.[153] Mikor 1471-ben Mátyás király a házasságból született gyermekeket (1468-ban, négy szerepelt: Péter, Miklós, László, Simon)[154] tette meg örökösnek a család többi tagja; János tárnokmester (†1458) fiai (István, Miklós, Péter), és Miklós unokaöccse, János (†1493) és fiai, Jób és Gábor tiltakoztak az eljárás ellen, arra hivatkozva, hogy a birtokok őket illetik, hiszen Miklós fiai törvénytelenek (Itt László már nem szerepelt).[155] Az ügy 1471-1472-ben úgy rendeződött, hogy Miklós unokaöccse 32 ezer aranykoronát fizetett a zálogba vevőknek (köztük a Báthory család tagjainak) és így visszakaphatta birtokait, egy birtokrészről, Szecsőről azonban lemondani kényszerült, mert azt Miklós örök jogon adta tovább. Azt is szerződésbe foglalták, hogy János lett a jogos örökös és az ellen sem Miklós, sem gyermekei kifogást nem emelhetnek, továbbá a folyamatban lévő pereket beszüntették és kiadott zálogosításról szóló okleveleket megsemmisítették.[156]
- Imre, egy véletlen folytán Simon testvérének kioltotta az életét. Egy 1378. február 23-án kelt oklevél arról tudósít, hogy a szerencsétlen tett miatt többek között a perényi kúriával és felnémeti malommal kárpótolja Simon özvegyét és két gyermekét.[157]
  - Illés, apja gyilkosságáról szóló oklevélben említik 1378-ban. Ennek ellentmond, hogy felesége Tolcsvai Uz (Usz) Margit, 1367-ben özvegye már mint Aba neméli Idai Csirke Pongrác felesége szerepel. Margit az 1390 körül a sárospataki klarisszák apácája lett és toronyai birtokát is az apácáknak adja, így mikor 1391-ben Illés családja visszaköveteli azt, a birtokbavételtől eltiltják őket.[158]
  - Gergely (†1419/1420), A XIV.- XV. század fordulóján testvérével Jánossal és Perényi Péterrel részt vett a Morvaországi harcokban, jutalmul 1401-ben a gyermektelenül elhunyt Danauichi/Donauchi Polyan (János fia, Péter unokája) Szepes vármegyei birtokait nyerték, többek között, Zenthkerezth, Hundurmark és Boorkwth (Borkút) településekkel, Péterrel együtt.[159] 1403-ban a Zsigmond ellen lázadó főurak (köztük Batthyány György és Debrői István) Nápolyi Lászlót hívták meg a trónra, Gergely rokonával Perényi Péterrel együtt a király segítségére sietett. Szolgálataiért cserébe a lázadó Batthyány György dobosi birtokát kérte, melyet meg is kapott. 1419. augusztusában az előbb említett dobosi birtokot Péter országbírónak adja, mivel már nem remélheti, hogy gyermeke/örököse szülessen.[160] Rövid időn belül meg is halt, mert 1420 februárjában özvegye, Anna már Lázári István (István fia) felesége[161] Egy 1416-ban kelt oklevélben feltűnik egy Perényi Gergely, akinek szekéren utazó feleségét jobbágyok támadták meg. Ebben az oklevélben említik, hogy Gergelynek leányai voltak.[162]
  - János († 1401 áprilisa előtt) 1397-ben Gergely testvérével és Perényi Péterrel együtt kapta meg az utód nélkül elhunyt Harnadi Mihály Harnadnepty (Harnadnempty) birtokát.[163] A XIV-XV. század fordulóján testvérével, Gergellyel és Perényi Péterrel részt vett a Morvaországi hadjáratban és a Lutova (Luthowa) ostrománál szerzett súlyos sebekbe halt bele.[164]
- Péter, akit 1344-ben Küküllő vármegye főispánjaként említenek[165]

#### Perényi István és Frangepán Isota leszármazottai
Perényi István († 1521-24), nevét a család levéltárában fennmaradt oklevelek 1488-ban említik először. 1510-ben már a király kamarása és testvérével együtt a királynak tett szolgálatukért a Szatmár megyei Kewlche, Estwandy, Mylotha, Cheke, Cheche, Kewmerew, Filesd, Chegen, Zekeres és Korod birtokokat kapja. 1520-ban királyi asztalnokmesterként tűnik fel.
Neje, Frangepán Isota (Erzsébet), Frangepán Kristóf nővére, Egervári László horvát, dalmát és szlavón bán özvegye volt, akivel 1515-ben házasodott össze; házassági szerződésük 1515. szeptember 5-én kelt. Ő és felesége építtette a Nagyszőlősi ferences kolostort.
Özvegye 1532-ben Serédy Gáspár felesége lett, majd 1545-ben hunyt el.
- Mihály († Munkács, 1557. december 25.)[174]
 I. Ferdinánd híve, főpohárnokmester, Zemplén vármegye főispánja volt 1551-től 1557-ig, amikor Munkács alatt hadakozott és a várból kilőtt golyó ölte meg (Komáromy közlése szerint "a roham alatt ittas állapotban lóháton föl-alá száguldozván, egy Munkácsról jövő szakállas golyó által leteríttetett s néhány nap mulva, 1557 karácsony első napján, sebeibe bele is halt").[175] 
Felesége, ormosdi és kevendi Székely Katalin volt, Székely Lukács (meghalt Ormosdon, 1575. február 8-án, és az általa alapított kolostor kriptájába temették el)[174] leánya,[176] kivel 1552-ben Siklóson házasodott össze[177] és kitől következő gyermekei született, akiket apjuk halála után 1558-ban fiúsítottak:[178]
  - Magdolna, aki 1554. augusztus 17-én született,[174] és fiatalon elhalálozhatott, mert a fiúsítás okiratban csak két húga szerepel.
  - Erzsébet, (1555. augusztus 14. – Nagyida, 1575. július 3.),[174] Forgách Imre író, trencséni főispán felesége. Házasságukat 1569. január 9-én tartották, előbb a zétényi majd a nagyidai várban.[174] A kassai Szent Mihály kápolnában talált, Perényi címerrel díszített sírkő részletet Mihalik József Forgách Istvánné (sic!) Perényi Erzsébet sírköveként azonosította, és 1576-ra datálta,[179] a pontos halálozási dátumot megadó forrás szerint a nagyidai templomban helyezték örök nyugalomra.
  - Borbála (1558. szeptember 8.[174][180] – Nagyida, 1619), Czobor Imre felesége, akivel 1574-ben kelt egybe.[181] Később Dersffy Miklós felesége lett, majd ennek halála után Ostrotich Andráshoz ment nőül (lánya, Dersffy Katalin révén Wesselényi Ferenc nagyanyja)[182] Az Abaújvári Református Egyházközség alapítóját tiszteli benne, (1580), a helybeli gyülekezeti otthont is róla nevezték el.[183]
- Ferenc († meghalt 1562) 
főtárnokmester, Izabella királyné kedvelt tanácsosa. Mikor Ferdinánd csapatai bevették és lerombolták nagyidai várát (Arany János a történetet a Nagyidai cigányok című versében örökítette meg), Perényi kénytelen volt Lengyelországba menekülni, ahonnan azonban rövidesen erős had élén tért vissza. Visszatérte után a nagyszőlősi ferences szerzeteseket elűzte, kolostorukat kiürítette és várrá alakíttatta át. Áttért a református vallásra (harmadik feleségét és apósát követve) és János Zsigmond híve lett.[184][185] 1557. október 15-én a Thelekessy Imre vezette császári csapatok ostrom alá vették és elfoglalták a nagyszőlősi várat, Perényi Ferencet és családját elfogták, javait elkobozták.[186][187]
Élete során háromszor volt nős (először Serédy Anasztáziával, másodszor Margit Warkoch von Nopsitz-cal, harmadszorra, 1543. Keresztelő Szent János napján[188] Bebek Katával Bebek Ferenc leányával).[189] Házasságaiból a gyermekek származtak:
  - János, ugocsai főispán 1587-ben, az 1576. évi országgyűlés által a nyolcados törvényszék közbírája.
Nejétől Mérey Katalintól (Mérey Mihály leánya) született gyermekei:
    - Margit, férje Pethe László, kamarai elnök, Torna vármegye főispánja (1612–1616),[190] ki a Bocskai-felkelés idején a császár oldalán állt, és ezért 1608-ban bárói rangot nyert[191]
    - Erzsébet, Károlyi Mihályné,[192] kivel 1579. április 24-én házasodott össze és kitől fia Mihály született. Férje halála után Kapy György felesége lett,[193] meghalt 1614 után (1614. július 15-én írja meg végrendeletét).[194]
    - István († 1609 előtt),[195] ugocsai főispán, felesége Thurzó Zsuzsanna, Thurzó György leánya, kivel Bicsén házasodott össze, 1603. április 20-án.[196] Tőle született fiában, Mihályban ez az ág kihalt. Özvegye később még háromszor házasodott. Először 1609-11 körül lett Czobor Mihály felesége,[197] újra megözvegyülve Amadé István hitvese lett, majd legvégre Friedrich Veyskohoz ment nőül.

  - Margit, aki először losonci Bánffy Bálint, majd Forgách Gergely felesége lett. Második házasságából született Forgách Miklós.
  - György (1548. április 21.[174]-1596), 1575-ben és 1589-ben Abaúj vármegye főispánja. Neje Thurzó Anna volt, Thurzó Ferenc leánya, (második férje: ráthóti Gyulaffy István), házasságukból három fia maradt:
    - Ferenc, előbb (1621) udvari, majd (1624-1628)[198] kassai főkapitány és Bethlen Gábor udvari tanácsosa.[199] Feleségétől Kelecsényi Katalintól gyermekei nem maradtak
    - György – lásd lentebb, a bárói ágnál
    - Gábor († 1638), 1608-ban, 1613-ban és 1636-ban is Ugocsa vármegye főispánja. Neje Salgay Katalin volt, kivel Szatmár megyében nyert birtokot. Tiszabecsi P. Tamás, református lelkész két halotti prédikációt mondott holtteste felett, egyet a tőketerebesi templomban, egyet pedig a tőketerebesi kastélyban.[200][201] Gyermeke nem maradt.

  - Ferenc (Nagyida, 1552. december 11.[174]-?)
  - Zsófia (Nagyida, 1553[174] -?)
  - Mihály

### Bárói ág
Perényi György (1580 – Nyalábvár, 1638. február 5.), Zemplén és Abaúj vármegyék főispánja. Felesége 1645-ben kelt végrendelete szerint férje 47 éven keresztül volt Abaúj vármegye örökös főispánja, az 1607-1608-ra vonatkozó, a királyi Magyarország tisztikarát bemutató írásban is ő szerepel a vármegye élén. Más források szerint csak 1613-1638 között vezette a vármegyét és megemlítik, hogy testvére, Ferenc, kassai kapitány is meg-megjelent a vármegyei közgyűléseken. 1590 körül bárói rangra emeltek. Fiai már mind élnek a cím használatával. Feketeardón temették el, 1638. június 6-án.
Kétszer nősült, első neje bribéri Melith Zsuzsa (1586-1631), esküvőjüket 1602-ben tartották. (A feleség halálozási dátuma valószínűleghibás és korábbra tehető, mert egy 1630. szeptemberben tartott vármegyei közgyűlésen már Bornemissza Katalint említik házastársaként.
Második felesége; Bornemisza Kata (Kállay Ferenc († 1616) özvegye) volt. Első házasságából három gyermeket hozott a Perényi családba, kik közül Klára Mária nevű lánya, mostohafia, Zsigmond felesége lett, Zsuzsanna lánya pedig az erdélyi fejedelem, Kemény Jánoshoz ment feleségül. 
Perényi György két házasságából összesen 7 gyermeke született (római számokkal, külön alfejezetként). Négy fia négy különböző ágat alapított, melyek közül csak egy, az Imre ága maradt fenn napjainkig (külön fejezet).

#### Perényi György
I. György, Abaúj vármegye főispánja. Első felesége Pálffy Magdolna (†1629), Pálffy Miklós leánya, második felesége Závody Judit, gyermeke nem maradt.

#### Perényi Zsigmond
II. Zsigmond († 1663 körül) feleségétől, Kállay Klára Máriától (1613- 1669 körül) született fiai:
- A) Ádám, Abaúj vármegye főispánja,[210] kinek két felesége volt: gersei Pethő Éva, Barkóczy Erzsébet, gyermekei:
  - Ádám, felesége Fráter Erzsébet, kitől 2 lánya (Judit és Rozália, Reviczky Jánosné) és három fia született:
    - Mihály
    - József (nejétől, Muraközy Juliannától, egy fia született, József)
    - Pál (neje: Bornemissza Katalin, egy lányuk Klára († Eperjes, 1847. március 24., Okolicsnában helyezték örök nyugalomra),[211][212] aki Okolicsányi Antal felesége volt). Az ág tovább nem vezethető

  - Borbála, Sztáray Ferenc neje (*1672 +1703)
  - Farkas, a Rákóczi-szabadságharc kitörésekor a lázadozó nép elől a huszti várba menekült. Miután 1703-ban kuruc kézre került a vár, csatlakozott a felkelőkhöz. 1703 szeptemberében részt vett az ungvári vár ostromában, és szerepe volt Vinna, Homonna, Sztropkó és Csicsva várának bevételében. 1703. október 9-én udvari kapitánnyá nevezte ki Bercsényi, később ezredessé és ezredtulajdonossá vált. 1704. februárjában a Szigetközben harcolt. Követte Rákóczit a Lengyelországi száműzetésbe és udvari hopmestere lett. 1711. május 12-én indul haza Magyarországra. Károlyi Sándor intézkedik amnesztiája ügyében.[213] Három felesége: Hidy Klára, Balassa Lujza, Horváth Krisztina, kiktől a következő gyermekek születtek:
    - Sándor, feleségétől, szalai és tavarnai Barkóczy Constancia bárónőtől két lánya született:[214]A nagyszőlősi Perényi kastély

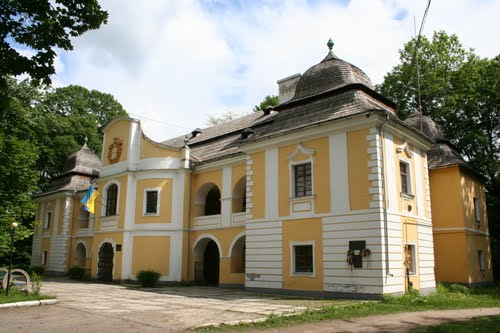
A nagyszőlősi Perényi kastély

      - Borbála († Migléc, 1791. január 2.), férje perlaki Somogyi János (Hejőszalonta, 1754. január 7 – Arad, 1818. június 19.)[215]
      - Anna (Nagyszőlős, 1753. július. 19. – Simánd, 1811. május 13.),[216] aki ugyanannak a Somogyi Jánosnak lett a neje[217]
Más források szerint[218] az előzőeken kívül volt egy Terézia (férje, Király László a máramarosi kincstári kormányzat tagja) és egy Karolina (1768-1827) nevű lánya, aki 1786. április 23-án, Pesten ment feleségül báró Rudnyánszky Józsefhez (Buda, 1740. augusztus 23. – Pest, 1794. október 6.), Békés vármegye táblabírájához.[219]

    - Katalin, Szlávy Pál neje
    - Cecília, Ferdényiné (Ébnernél érseki Fekethe György neje)
    - Franciska (elhunyt 1779),[220] férje Beöthy Mihály, kit 1760-ban Bihar megye alispánjaként említenek[221]
- B) Zsigmond, akinek György nevű fiától egy Ferenc és egy György nevű unokája származott, de tovább ez az ág nem vezethető.
- C) István, Abaúji főispán, felségei: Kozák Krisztina (1699-ben özvegy),[202] Dessewffy Mária. Gyermekei:
  - János,
  - András elhunyt 1747 előtt (nejei: Dessewffy Klára, Horváth Mária († 1736)[222] – kiktől András és István (aki vak volt) és Pulcheria nevű gyermekei születettek)
  - Zsigmond (feleségei: Fráter Ilona, Dobos Erzsébet, Széchényi Mária – kiktől Gábor és György nevű gyermekei voltak, Györgynek Raussin Máriától született fiaiban (Ferenc, György) halt ki ez az ág.)

#### Perényi Ferenc
III. Ferenc (†1651) 
Első felesége Bosnyák Katalin, második Wesselényi Ilona, kivel 1637. augusztus 2-án házasodtak össze és mely alkalomból testvére, Imre lakodalmi verset írt. Sírlapjukat Szakolcán, az egykori ferences templomban találták meg, mely egy egykori szakolcai kapitány sírkövének újrafelhasználásával lett kialakítva. Házasságaiból született gyermekei:
- A) Ágnes, Esterházy Miklós (1634-1681 körül), Zólyom vármegye főispánjának neje,[225] aki Zólyom várában 1684. február 6-án írta meg végrendeletét.[226]
- B) Judit, apáca
- C) György
- D) Zsigmond
- E) Borbála, Borsiczky János, később Csorgály György felesége
- F) Erzsébet († 1684 után), Dávid Sándor neje, testvére 1684-es végrendeletében emlékezik meg róla, mint aki betegségében sokat ápolta és utasítja saját gyermekeit, hogy „ne legyenek annyi hozzám mutatott jó akaratjáért feledíkenek, illendőképpen jutalmazzák meg néki.”[227]
- G) Zsófia, Fáncsy János, Pongrácz András felesége
- H) Ferenc († 1684),[206] Felesége Kornis Krisztina Róza, Kornis Ferenc kolozsi főispán és Wesselényi Katalin leánya volt.[228] Házasságukból a következő gyermekek születtek:
  - 1) Miklós (1659 után – 1711 után), kuruc brigadéros. Három felesége volt:
1, Putnoki Magdolna,
2, Hidy Borbála († 1710. szeptember, pestis következtében), aki egy 1703-ban kelt levél szerint 4 gyermeket nevelt nagyszőlősi birtokán[229]
3, Zay Katalin, Zay Lőrinc és Kollonics Pollixena leánya, Zay András testvére
Házasságaiból az alábbi gyermekei nevét ismerjük:
    - a, Mária (1691 – Kalló, 1777. június 4.), Kállay Ferenc neje, a napkori Kállay család főágának ősanyja. A nagykállói a római katolikus templom alatti Kállay-kriptában helyezték örök nyugalomra.[230]
    - b, László, fiatal katonaként szolgálta Rákóczit a szabadságharc idején, később politikai megbízásokat kapott. A szabadságharc bukása után követte a fejedelmet lengyelországi emigrációjába, honnan 1712-ben indult haza.[213] Felesége Andrássy Klára, gyermekeik:
      - József (1731-1786), felesége Viczay Jozefa (1732 – Kőszeg, 1792),[231] Viczay Jób és Ebergényi Eszter leánya.[232]
        - Anna (1763-1804),[233] férje Semsey András (1754-1814)[234]
        - János (1757 körül – Pozsony, 1825. május 3.),[235] kapitány, aranykulcsos királyi kamarás, Nyitra vármegyei adminisztrátor (főispáni helyettese).[236] Felesége Perényi Anna († Pozsony, 1847. január 11., élete 75 évében) csillagkeresztes hölgy volt.[237] Házasságukból egy leány született:
          - Antónia (Kőszeg, 1800. november 10. – Bécs, 1847. április 23.) csillagkeresztes hölgy, aki 1820. január 4-én Pozsonyban[238] kelt egybe Esterházy Károllyal (1799-1856), főlovászmesterrel, Győr vármegye főispánjával (1845-1848).[239] Férjétől elvált, akinek közben két törvénytelen gyermeke is született Felber Vilmától, egy bécsi tanár leányától, aki akkoriban egy Kaan nevű ember felesége volt.[240]Perényi Lázár

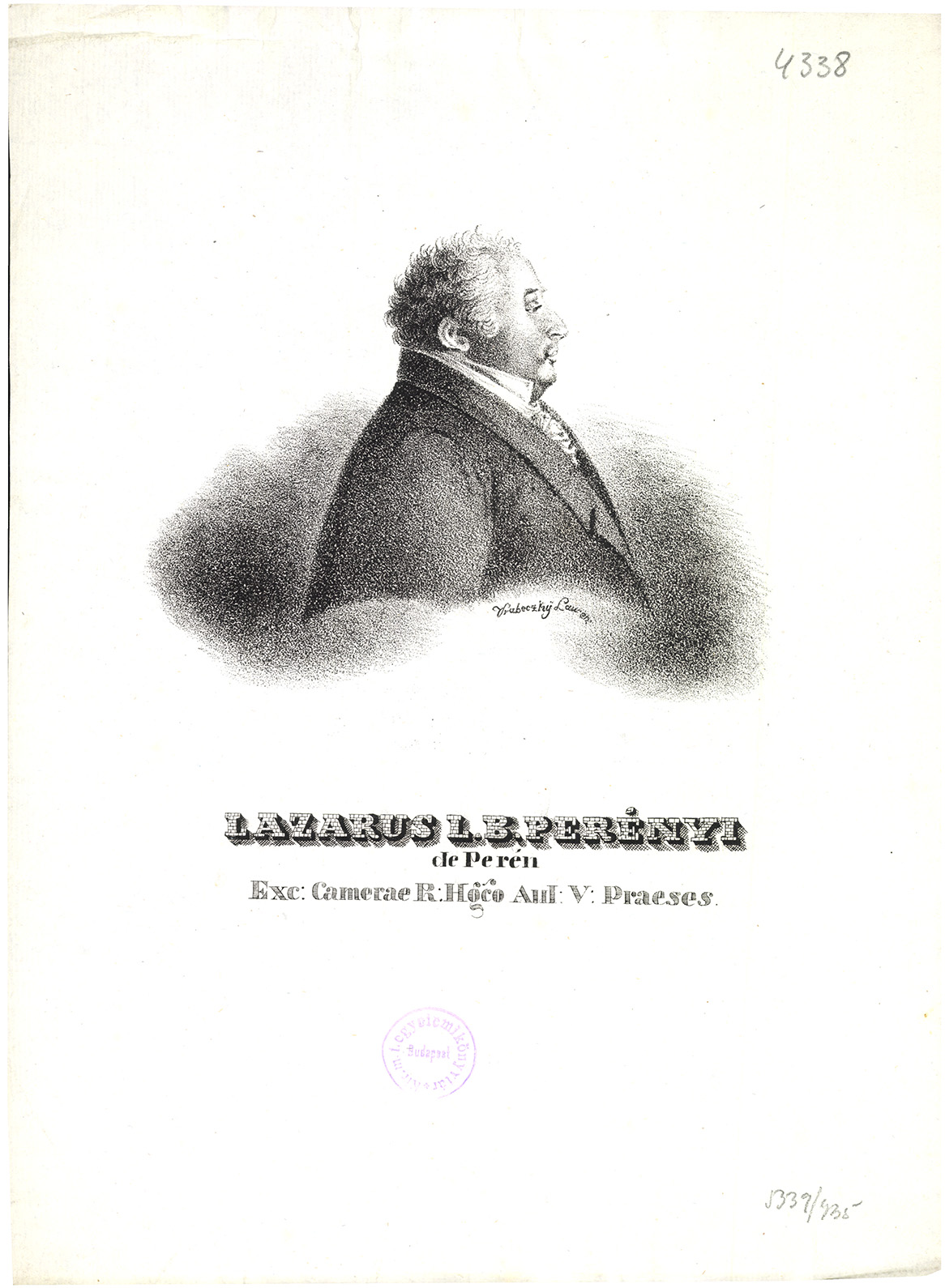
Perényi Lázár

        - Lázár (1769[241] – Buda, 1827. december 3.)[242] aranykulcsos kamarás, valóságos belső titkos tanácsos, a Magyar királyi Helytartótanács tanácsosa (1825-1827),[243] királyi alkincstárnok, a Magyar Királyi Kamara titkára 1798-tól, 1800-tól tanácsosa, majd 1825-től – Cziráky Antalt felváltva – haláláig alelnöke.[244] Máramaros vármegye adminisztrátora, 1821-től Torna vármegye főispánja.[245]
        - György (1773[246] – Pozsony, 1842. május 6),[247] Magyar Udvari Kancellária tanácsosa
        - Borbála (1776[248] – Baden/Bécs, 1847. augusztus 26.), Adamovich Antal Gáspár felesége lett, Kőszegen, 1796. december 22-én.[249][250]

      - Anna, apáca volt Pozsonyban
      - Teréz, apáca volt Nagyszombatban
      - Erzsébet, Fischer József kamarai igazgató, bányatanácsos felesége. Az ő fiuk volt Fischer István érsek.[217][251]
      - Borbála, férje Batthyány Fülöp (1735 – 1795. április 28.), Batthyány Lajos fia, tábornok, Vas vármegye örökös főispánja, az Alsó-Ausztria kamarai tanácsosa, császári és királyi kamarás, valóságos belső titkos tanácsos.[252]
      - Ignác (1728 körül – Nagyszombat, 1776. szeptember 6.),[253][254] felesége Berényi Klára volt, kitől alábbi két fián kívül a következő gyermekei születtek Imre (1758[255]-?), Anna (1760[256]-?), Josefa (1765[257]-?), Borbála (1766[258] - ?), Mária (1769[259]-?).:
        - Imre (1759-?),[260] császári és királyi kamarás
        - Károly (Hódi, 1761. november 1.[261] – Pest, 1819. március 15.)
1780-ban a bécsi Pazmaneumban tanult; 1785-ben fejezte be hittudományi tanulmányait a pozsonyi papnevelő intézetben. Miután pappá szentelték, Batthyány József primás maga mellé vette udvari káplánnak; innen azonban hamar elkerült és a generalis papnevelő tanulmányi felügyelője lett. 1788. május 1-jén elnyerte a gútai plébániát és 1790. november 12-én esztergomi kanonoki kinevezést kapott. A káptalanban 1807. március 1-jén nógrádi főesperéssé, 1811. március 9-én szentgyörgymezei préposttá, 1818. augusztus 4-én pedig őrkanonokká lépett elő. 1808-tól mint tiberiási püspök működött az egyházmegyében. Még előbb pedig a bosoni püspöki címet viselte. Tagja volt a hétszemélyes táblának is.
 Munkája: Panegyricus divo Francisco Xaverico dictus. Dum inclita facultas philosophica in … universitate Tyrnaviensi annuum eidem tutelari suo honorem persolveret. Tyrnaviae, 1776.[262]
        - Eleonóra (1763[263]- Pozsony, 1843. június 19.),[264] Férje Walterskirschen György Vilmos

    - c, Antal, három felesége volt (gróf Keresztes Teréz, (Keresztes Márton küküllői főispán (†1727) leánya)[265] Pethő Polyxena, Luzénszky Judit), de gyermekei nem maradtak
    - d, Zsuzsanna (Nagyszőlős, 1695. november 10 - ?)
    - e, József Miklós (Nagyszőlős, 1697. március 19 - ?)
    - f, Katalin (Nagyszőlős, 1698. május 19. - ?)
    - g, Erzsébet (1701. július 14. - ?)
    - h, Borbála (1702 (a nagyszőlősi anyakönyv szerint Miklósnak Hidy Borbálától 1703. március 28-án egy Mária nevű gyermeke született)[266] – Kalló, 1783. július 10.), Kállay János felesége, a napkori Kállay család főágának ősanyja. A nagykállói a római katolikus templom alatti Kállay-kriptában helyezték örök nyugalomra.[230]

  - 2) Mária Magdolna, Balassa Gábor (†1700) neje
  - 3) Gábor, feleségétől Pogány Katától (Pogány Menyhért (†1710), máramarosi alispán leánya)[267] két gyermeke született:
    - Ágnes († Csejte, 1763. szeptember 18.),[268] két férje volt: báró luzsnai és regliczei Luzénszky Sándor, és gróf ghimesi és gácsi Forgách József Ferdinánd (Csejte, 1701 – Csejte, 1757),[269] százados,[270] a Forgách család gombai ágának megalapítója,[271]
    - Zsigmond, akit 1748-ban említenek, felesége, Domahidi Borbála volt, tőle három lánya született:
      - Katalin, Perényi Elek felesége, lásd lentebb
      - Veronika, Sztojka Pál felesége
      - Rozina

#### Perényi Erzsébet
V. Erzsébet férje losonczi Bánffy Zsigmond († 1682), aki kezdetben Bethlen Gábor bejárója, majd 1630-ban Brandenburgi Katalin főpohárnoka, 1631-ben Lorántffy Zsuzsanna főasztalnoka. 1653-ban Doboka vármegye főispánja lett, II. Rákóczi György követeként többször is járt a töröknél, Konstantinápolyban és Budán is. 1658-ban Rákóczy oldaláról átáll Barcsay Ákoséra (aki veje volt; első, Kendeffy Annával kötött házasságából született lánya, Ágnes (Izabella) révén). 1659 januárjától júniusáig a szamosújvári vár főkapitánya. 1659 márciusában újra Konstantinápolyba tartó követsége fejeként megy a Portára, de rabságba vetik és novemberig ott is tartják. 1660-ban Barcsay főudvarmestere lett, amely veje regnálásával véget is ér. 1662-ben Apafi Mihály nevezi ki Fejér vármegye főispánjának, mely tisztséget körülbelül az 1670-es évekig viselt. Sírfelirata szerint kétszer járt a Budai pasánál követségben és négyszer a Portán.

#### Perényi Gábor
VI. Gábor, Abaúj vármegye örökös és Ugocsa vármegye főispánja volt. Három felesége:
# Zólyomi Krisztina, Zólyomi Dávid, Háromszék főkapitánya, Kolozs vármegye főispánjának és feleségének Bethlen Katának leánya, és ezáltal Bethlen István fejedelem unokája, házasságukat 1646. előtt kötötték 
# göncruszkai Kornis Anna, Kornis Ferenc kolozsi főispán és Wesselényi Katalin leánya, kivel 1657. május közepén kelt egybe a papmezei várban
# Zeniczky Éva
- Imre, (1657 után – 1735), 1698–1702-ben Abaúj vármegye örökös főispánja. A huszti vár 1703. augusztus 17-i kapitulációja után, Rákóczi főispánná nevezi ki. 1703. november 13-án fejedelmi biztos Bihar vármegye tisztújításán Debrecenben. 1704. február 8-án tisztújítási biztos Szabolcs vármegyében. 1705. március 1-jén Rákóczi főemberszolgája, 1707 közepétől újra Abaúj vármegye örökös főispánja 1711-ig, 1714. október 6-tól Ugocsa vármegye főispánja.[213][277] Első felesége csicsókeresztúri Torma Kata, második felesége Dolhay György († 1708) özvegye csebi Pogány Krisztina (Pogány Menyhért (†1710), máramarosi alispán leánya).[267]
  - Krisztina, Haller Pál († 1766)[278] felesége
  - Gábor, akinek Sennyey Borbálától, Sennyey István[279] leányától született gyermekei:
    - Julianna
    - Rozália – Toroczkay Jánosné
    - Borbála – Teleki Jánosné
    - Imre (1739 körül- 1797. január 18.)[280] Felesége Esterházy Borbála
- Anna, Mikola László neje
- Ferenc
- Mária, Barkóczy Sándor felesége, Sárköz falut 1700-ban örökölte meg anyjától Zólyomy Krisztinától[281]
- Erzsébet (1664-1722) (Kornis Annától), Viczay Ádám († 1714, vagy 1657-1708) felesége. Vörös márvány sírkövét a hédervári loretói-kápolna oltára előtt helyezték el. Sírfelirata szerint 1722. július 25-én hunyt el 58 éves korában. A források ellentmondásos volta miatt nem tisztázható, de vagy ő vagy menye, Viczay Jóbné Ebergényi Eszter állíttatta a hédervári Szent Peregrinus kápolnát, miután lova megbokrosodott és leesve lábát törte. Perényi Erzsébet családfán való elhelyezése ugynacsak kétséges, csak egy forrás említi szülei nevét, férje esetében a halálozásra vonatkozó adatok is ellentétesek.[282][283]

#### Perényi Mária
VII. Mária († 1641. szeptember 3.), Csáky István tárnokmester második felesége, akivel Szepes várában, 1640. június 3-án lépett frigyre. Rövid házasságukból egy fiú született, László, aki a Csáky család erdélyi ágának lett megalapítója.

#### Perényi Imre
IV. Imre († 1665) Feleségétől, Forgách Katalintól két lánya és két fia született, akik tovább vitték a Perényi nevet.
- Pál († 1702)[286] abaúji és ugocsai (1691) főispán. Felesége Károlyi Zsuzsanna (Károlyi Lászlónak és Sennyey Erzsébetnek leánya, 1650—1711).
  - Mihály, ezredes
  - Pál († 1739. március 24), Ugocsai főispán, feleségétől, Keresztes Máriától (Keresztes Márton küküllői főispán († 1727) leánya)[265] született gyermekeiben (Klára – Bálintith Zsigmondné, Katalin – Berényi Ferencné, Ferenc) ága kihalt.
  - Klára († 1764),[287] első férje Csala Sándor († 1719) hevesi alispán, második férje rapini Steöszel Kristóf (1680 körül – Gyöngyös, 1754. június 21.) volt, aki a Rákóczi-szabadságharcban lovas alezredesként vett részt. Később Heves vármegye másod (1710-1719), majd első (1719-1725) alispánja lett. 1722-ben egy rövid időre Heves vármegye országgyűlési követe.[288]
  - Éva, férje hiripi Szuhányi Márton, 1727-ben Szatmár vármegye főjegyzője, 1732-ben a vármegye alispánja,[289] utóbb helytartósági tanácsos.
- János, Ugocsa vármegye főispánja 1677-ben. 1687 június havában a Szatmár melletti Madaras falunál a portyázó törökökkel vívott harcban esett el.[290] Ez utóbbit látszik megerősíteni, hogy 1687. szeptemberében I. Lipót király utasítja Károlyi Lászlót, hogy Barkóczy Györgyöt iktassák be ugocsai főispánná.[291] Más források szerint Várad mellett esett el 1689. júniusában, testvére, Pál ekkor kéri meg testvérét, özvegy Kemény Simonnét, hogy a temetésre készíttessen egy halotti zászlót.[292] Felesége Károlyi Krisztina, Károlyi László leánya, Károlyi Sándor testvére volt, tőle született gyermekei:
  - Erzsébet, 1. férje Klobusiczky Ferenc/György, másodszor Dánielné
  - Krisztina, férje csébi Pogány Menyhért, Pogány Menyhért (†1710), máramarosi alispán fia[267]
  - Katalin, férje báró Serédy Gáspár
  - Imre (1685 – Nagyszőlős, 1730. november 13.)[293] Részt vett a Rákóczi-szabadságharcban, 1705-ben A fejedelem asztalnokmestereként említik, majd 1711-ben már udvari hadnagya. Követte Rákóczit lengyelországi száműzetésében, honnan 1712-ben indult haza. 1714-ben érkezett újra Magyarországra, és rögtön azzal kényszerült szembenézni, hogy birtokait elkobozták. Vagyona visszaszerzése érdekében Pozsonyba indult, ahol épp nádorválasztó országgyűlést tartottak és a királynő koronázásra készültek. Pozsonyból Bécsig követte az udvart, és az 1714. szeptember 27-től december 17-ig tartó időszakról naplót vezetett, melyet később, 1895-ben Komáromy András adott ki a Történelmi Tár lapjain Perényi Imre diariuma címmel.[294] Rokonai és befolyásos ismerősei révén végül visszakapta birtokait. 1724 után az eperjesi kerületi tábla elnöke. Nagy Iván csak egy nejét nevezi meg, azonban egy másik forrás Keresztes Klárára másodikként hivatkozik. Eszerint vele 1716-ban házasodott össze.[213] Klára Keresztes Márton küküllői főispán (†1727) leánya volt.[265] Gyermekei:
    - Károly († 1781) Ugocsa vármegye főispánja, felesége Kun Mária, gyermekeik:
      - István
      - József
      - Klára
      - Mária, Huszár József főispán (1742-1818) felesége[295]
      - Ignác

    - Elek (1737-1770),[296](A több helyen is fellelhető születési dátum bizonyosan téves, hiszen Imre fia 1746-ban született, amikor ő még csak 9 éves volt!!!). Első felesége Perényi Katalin volt, kinek halála után Lázár Zsuzsannát vette nőül 1768. szeptember 30-án. Gyermekei:
      - Brigitta
      - Krisztina
      - Jozefa († Nagyszombat, 1824. október 21, 62 éves korában)[297]
      - Imre (1746–1823)
 Esztergomi nagyprépost, batizi címzetes püspök, a bécsi Pázmáneum igazgatója. 1776-tól esztergomi kanonok, 1777-ben lett a Pázmáneum prefektusa.[298]
      - Perényi István, Ung vármegye főispánja, neje báró Horváth Éva.
        - Perényi Zsigmond (1783–1849), Ugocsa vármegye főispánja, országbíró, az Országos Honvédelmi Bizottmány tagja, a szabadságharc vértanúja. Neje Kovachich Leopoldina (1816-1875. március 2.)[299]
          - Zsigmond (1842/43/45 – Nagyszőllős, 1915. dec. 19.[300]), 20-as éveinek elején megválasztják a nagyszőlősi kerület országgyűlési képviselőjévé, emiatt az ügyvédi vizsgát csak 1863-ban tudta letenni. 1875-ben a szabadelvű párt tagja lett. 1882-ben megválasztják Bereg és Ugocsa megyék főispánjának, mely tisztséget 1889-ig viselte. Felesége Perényi Petronella volt, gyermekeik:[301]
            - Gabriella (1868-1942), Salm-Reifferscheidt Ágoston neje
            - Zsigmond (1870-1946). politikus, koronaőr, Friedrich István második kormányának belügyminisztere.
            - Lilli-Felice

      - Perényi János (1759-1807), táblabíró, Ugocsa vármegye követe az 1807. évi országgyűlésen. Az országgyűlés ideje alatt hunyt el. Helyére később az Abaúj vármegyei jegyző Semsey Lajos került.[302] 
Felesége Sztojka Mária volt, kitől öt gyermeke született
        - Menyhért, első felesége Szaplonczay Zsuzsannna, majd Szaplonczay Mária. Gyermekei
          - Gábor
          - János
          - Károly (-1870. február 26.)[303] Ugocsa vármegye alispánja, felesége Csáky Ferdinanda (1843-Feldbach, 1915),[304] kitől 3 gyermeke született:[305] Özvegy később tövisi Rácz Béla felesége lett.
            - Gábor (1862-1906), öccse gyászjelentése szerint volt egy Zsigmond nevű fia[306]
            - Ödön (1864-1940), honvéd huszárszázados, felsőházi főterembiztos 1910-tól nyugdíjazásáig[307][308]
            - Margit (1866-1940 után), Rácz Ákos felesége[309]

        - Gábor (1793. március 7. – 1860. május 28.),[310] Nyaláb és Kankóvár örökös ura, Bereg és Ugocsa megyék helyettes főispánja, az Ugocsai Gazdasági Egyesület elnöke. Feleségétől kis-szántói Lányi Gizellától (1816-1896)[311] született egyetlen felnőttkort megélt lányuk, Petronella (1844-1914)[312] Perényi Zsigmond neje lett.
        - Lajos Ágoston (Nagyszőlős, 1796. január 21. – 1852), a főrendiház tagja,[313] felesége Szikora Teréz volt. Gyermekeik:
          - Perényi Lajos (1828-1880), neje Buday Valéria

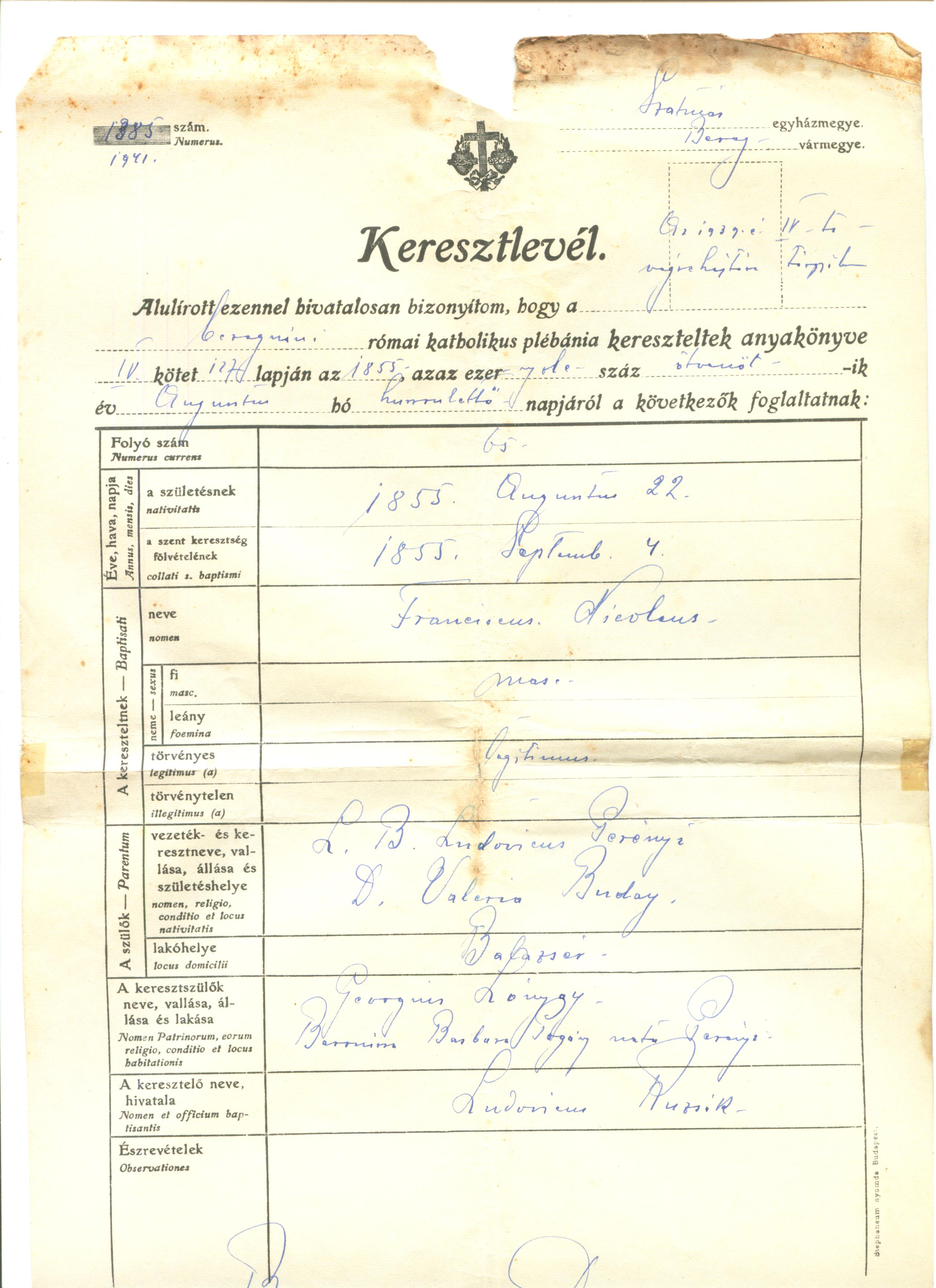
Perényi Ferenc keresztlevele

            - Perényi Ferenc keresztlevelePerényi Ferenc Miklós (1855. 08. 22. - ?) felesége Titl Emilia volt.

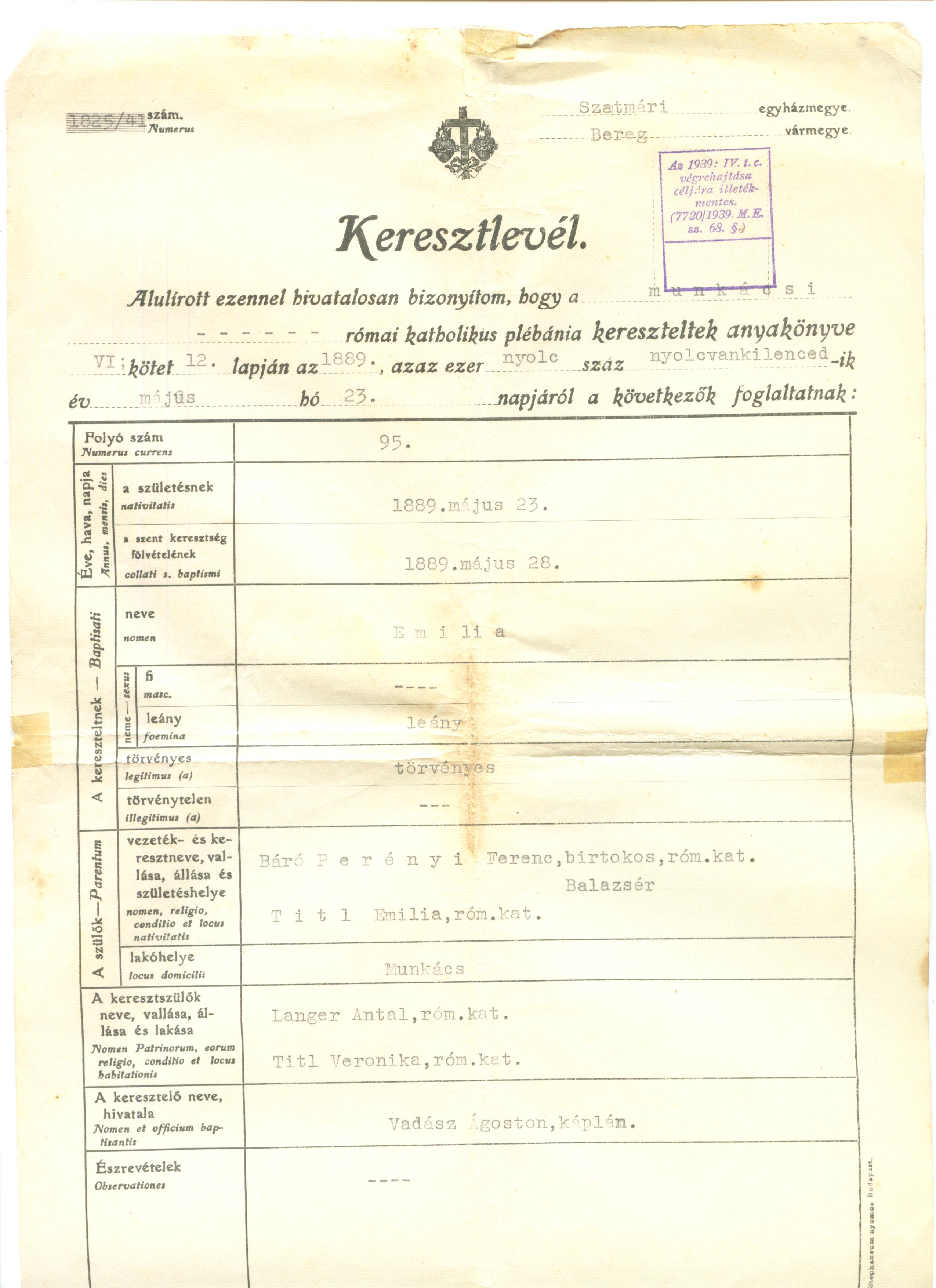
Perényi Emilia keresztlevele

              - Perényi Emilia keresztlevelePerényi Emilia – Milica (1889.05.23. - ?) férje Geszner István volt

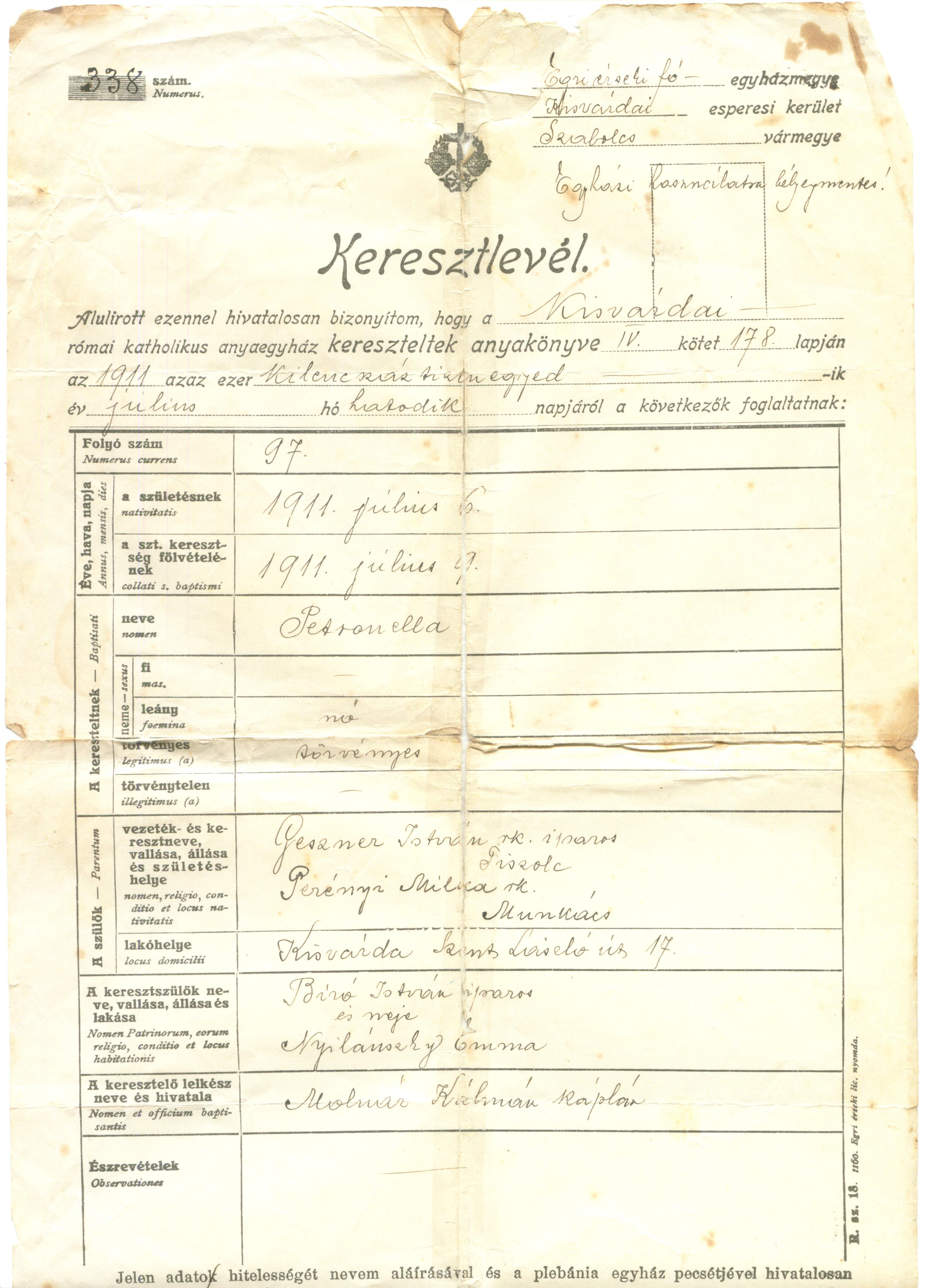
Geszner Petronella keresztlevele

                - Geszner Petronella keresztleveleGeszner Petronella (1911. 07. 05. – 1985.) férje Leskó Sándor. Gyermekeik: 
                  - Sándor
                  - Ferenc
                  - Mihály
                  - Károly
                  - Dénes (1938.03.30. – 2020.11.29) felesége Szilágyi Margit Erzsébet. Gyermekei: 
                    - Leskó Margit (1976.04.06. -)
                    - Leskó Ibolya (1978.07.01.-)
                    - Leskó Dénes (1987.08.

                  - József
                  - Katalin
                  - Emília

          - Perényi Péter Elek (1839-1896), felesége Újhelyi Ilona. Gyermekeik közül említendő Marjorie, a Perényi-Lukács család ősanyja és Péter (1876-1957), Ugocsa vármegye főispánja.

        - Bertalan (1803-1877), aranykulcsos császári és királyi kamarás, két felesége Kornis Emília (1816-1844), Kovács Mária (1819-1886)[314]
        - Mária (1796-1877) Szaplonczay Pál felesége
- Katalin († 1693. október 20.), gyerőmonostori Kemény Simon (1633. december 22 – Marosvécs, 1675. április 5.) neje, akivel 1660. szeptember 1-jén kelt egybe.[315]
- Borbála, Esterházy Mihály felesége

## Kastélyaik
- Perényi-kastély (Nagydobos)
- Perényi-kastély (Nagyszőlős)
- Perényi-kastély (Beregardó)
- Szikszón, a XVIII. században épült Perényi-kúria[316]